# Ари Трёйсти Гвюдмюндссон
Ари Трёйсти Гвюдмюндссон (исл. Ari Trausti Guðmundsson, род. 3 декабря 1948, Рейкьявик) — исландский геолог, автор, документалист, телеведущий, журналист, лектор, альпинист и исследователь. Работал преподавателем, консультантом и лектором по следующим темам: науки о Земле, экологическая политика и туризм. Он работал горным гидом, теле- и метеорепортёром, ведущим и продюсером, планировал выставки природы и науки в Исландии, Париже и Лондоне, был автором книг, художественной литературы и поэзии. В 2012 году он был кандидатом в президенты, а с 2016 по 2021 год являлся членом исландского парламента (Альтинга) от Лево-зелёного движения.

## Образование и работа
Ари Трёйсти окончил среднюю школу в 1968 году, после чего учился в Университете Осло, где получил степень магистра искусств по геофизике и геологии в 1973 году, а также в Университете Исландии, где окончил курс философии и психологии в 1972 году и углубленный курс геологии (1983—1984). С тех пор его работа была сосредоточена на исследованиях, журналистике, преподавании, альпинизме и туризме до 1987 года. После этого он работал фрилансером, преимущественно консультировал и проводил лекции, а также популяризировал науку, охрану природы и инновации в средствах массовой информации, включая радио и телевидение. Одновременно он писал книги и создал, главным образом в сотрудничестве с кинокомпанией Lífsmynd, большое количество телевизионных программ и документальных фильмов .

## Автор
Ари Трёйсти написал ряд книг о природе Исландии, геологии, вулканологии, астрономии, охране окружающей среды, путешествиях, походах и альпинизме. В общей сложности, разные издатели опубликовали более 50 его произведений на исландском, английском, немецком, итальянском и французском языках. Он также выступал сценаристом многих телепрограмм и документальных фильмов, чаще всего в сотрудничестве с оператором Валдимаром Лейфссоном (Lífsmynd).
Ари Трёйсти — автор не только многочисленных книг по нон-фикшну, но и 12 художественных произведений: сборников стихов, рассказов и романов. В 2002 году вышел его первый сборник рассказов «Vegalínur» («Линии дорог»), за который получил литературную премию Хадльдоура Лакснесса в 2002 году. Он получил ряд других наград, в том числе Почётную литературную премию за нон-фикшн от Библиотечного фонда в 1999 году, его номинировали на премию по исландской литературе в 2001 году за подробную книгу о вулканической истории Исландии («Íslenskar eldstöðvar») в 2007 году. Он также написал много статей об окружающей среде, природе, культуре, туризме и альпинизме для газет и журналов.

## Политика
Ари Трёйсти был вовлечен в левую политику как глава маоистской организации Коммунистическое единство (марксистско-ленинское) в 1973—1979 годах и, после её слияния с другой маоистской партией, Коммунистического союза в 1979—1983 годах. Затем выступал независимым от политических партий. В 2012 году был кандидатом на выборах президента Исландии. В конце 2016 года он стал депутатом Альтинга от Лево-зелёного движения по Южному избирательному округу. Ари Трёйсти был заместителем председателя Комитета по окружающей среде, транспорту и муниципалитетам, постоянным членом Комитета иностранных дел, председателем комитета CPAR (Конференции парламентариев арктических регионов) и председателем Комитета национального парка Тингведлир. Он был вицепредседателем комитета парламентариев, который пересматривал арктическую политику Исландии в 2021 году. Сложил полномочия в сентябре 2021 года, решив не баллотироваться на осенних выборах.

## Альпинизм и исследования
Ари Трёйсти — международный член американского международного междисциплинарного профессионального общества Клуб первооткрывателей (The Explorers Club). В течение десятилетий он много путешествовал и поднялся на многие горы в стране (в том числе первые восхождения) и за рубежом. Он участвовал или возглавлял экспедиции в различные отдаленные места в Арктике, Европе, Азии и Южной Америке, а также внутри страны. В 2014 году посетил Антарктический полуостров. В 1998 году он был номинирован на премию Nordic Environmental Price, в 2010 году стал лауреатом премии Исландской ассоциации этических гуманистов за коммуникацию в науке и в 2015 году премии по охране почв. Читал лекции в Гренландии, Канаде, Германии, Великобритании и США. Он является членом комитета премии Лейфа Эриксона. Он принимал участие в радио- и телепрограммах о природе и науке в Норвегии, Дании, Германии, Нидерландах, Китае, РФ. Ари Трёйсти читал лекции о вулканической активности в Исландии (включая извержение Эйяфьядлайёкюдля в 2010 году) или давал интервью СМИ о различных вулканах и их извержениях, а также об исландских ледниках. Он работал над высокотехнологичной выставкой LAVA в городе Гвольсведлюр в Южной Исландии.

## Личная жизнь
Ари Трёйсти происходит из семьи художников: его брат Эрро — художник-постмодернист; их отец, Гудмундур из Миддала, был известным художником, скульптором, фотографом и писателем, а его мать, Лидия — ведущей керамисткой. Жена — Мария Г. Бальдвинсдоуттир. У них трое детей и трое внуков. Ари Трёйсти свободно владеет английским, немецким, датским, норвежским и шведским языками. В 1985 году он сыграл эпизодическую роль советского солдата в боевике «Вид на убийство».